# Johan Coenraad Heriold Folmer van Hanxleden Houwert
Johan Coenraad Heriold Folmer van Hanxleden Houwert (Medemblik, 8 april 1906 - Limmen, 7 januari 1945) was een Nederlandse verzetsstrijder tijdens de Tweede Wereldoorlog.

## Verzetswerk
Jan van Hanxleden Houwert was handelaar in koloniale waren en specerijen in Amsterdam. Tijdens de Duitse aanval op Nederland in 1940 vocht hij als dienstplichtig sergeant bij Rhenen.
In 1942 begon Van Hanxleden Houwert met hulp aan ondergedoken Joden, later ook aan studenten, arbeiders en stakend spoorwegpersoneel. Door zijn contacten met de PCB kon hij hen voorzien van vervalste persoonsbewijzen, distributiebonnen- en stamkaarten, geld en onderduikadressen. Ook verzamelde hij inlichtingen over Duitse verdedigingswerken. Voor de BS hielp hij met wapentransporten.

## Arrestatie
Op 27 oktober 1944 werden Van Hanxleden Houwert en zijn neef Chris Houwert door twee officieren van de Feldgendarmerie (Duitse politie- en ordetroepen) gearresteerd in zijn kantoor. Terwijl ze naar het Museumplein werden vervoerd wierp van Hanxleden Houwert zich op een van de officieren. In de verwarring slaagde zijn neef erin te ontkomen. Als represaille voor de liquidatie van een dienstplichtige Duitse soldaat werd Van Hanxleden Houwert op 7 januari 1945 met negen andere verzetsstrijders in Limmen gefusilleerd. Hij ligt begraven op de Eerebegraafplaats Bloemendaal.

## Onderscheiding
- Bronzen Kruis, KB 12-11-1947 (postuum)
- Verzetskruis, KB 22-12-1951 (postuum)

H.J. van Aalderen
· P. van As
· M. Assies
· J.J. Barendsen
· J.A. Beekman
· H.D.J. Beernink
· L.R. Beijnen
· C.J. van den Berg-van der Vlis
· L.A. Bleys
· G. de Boer
· A.A. Bontekoe
· E.J. Bosch ridder van Rosenthal
· D.A. van den Bosch
· I.J. van den Bosch
· J.H. Bosch
· J.C.J. baron Brantsen
· A.L. Charroin
· F.G.M. Conijn
· M. Crans
· R.J. Dam
· F. Datema
· K.H. Derkzen van Angeren
· H. Dienske
· J.L.G. Doornik
· V. Dreyfus
· N. Dupont
· F. Duwaer
· S. Esmeijer
· G.H. Gelder
· J. Gelderman
· W.J. Gertenbach
· E.A. Giran
· O. Giran
· C.H. de Groot
· P.G.S. Guermonprez
· A. Hahn
· W. van Hall
· J.C.H.F. van Hanxleden Houwert
· Th.W.L. baron van Heemstra
· J.J. Hendrikx
· J.L. Hesselberg
· W.J. Heukels
· I. van der Horst
· J. ter Horst
· H.P. Hos
· J.F.H.M. baron van Hövell van Wezeveld en Westerflier
· B. IJzerdraat
· L. Jansen
· A. Kalter
· G.W. Kastein
· A. Keuter
· T.J. Kroeze
· D.M.R.H. Kroon
· H.Th. Kuipers-Rietberg
· A. Meerwaldt
· J.A.A. Mekel
· J.D. van Melle
· D.C.B. Mesritz
· M.-L.C. Meunier
· J.J. Mohr
· J.L. Moonen
· A.C. Nagtegaal
· F. Nieuwenhuijsen
· B. Oosthoek
· J. Oranje
· T. Pannekoek
· J. Post
· A.J. Rozeman
· V.H. Rutgers
· F.R. Ruys
· W. Santema
· J.J. Schaft
· Jhr. J. Schimmelpenninck
· R.L.A. Schoemaker
· G. Schoonman
· W.P. Speelman
· M. van der Stoep
· B.M. Telders
· A.O.H. Tellegen
· O.R. Thomsen
· G. Tieman
· T.W. de Tourton Bruijns
· L.M. Valstar
· G.J. van der Veen
· D. Verloop
· M.A.E. Verspyck
· P.M.R. Versteegh
· C. Vlot
· G. Weidner
· J.H. Westerveld
· H.B. Wiardi Beckman
· J.W. Wildschut
· J.R.E. Wüthrich
· L. Zwanenburg
· Onbekende Joodse soldaat